# Gaga by Gaultier
 (septembre 2022).
Pour plus de détails, voir Fiche technique et Distribution.
Gaga by Gaultier est un téléfilm documentaire français diffusé le 9 juin 2011 sur TF6, présentant la carrière musicale de Lady Gaga et narré par le couturier Jean Paul Gaultier.

## Synopsis
Le documentaire a rapproché le couturier et la chanteuse pour leur anticonformisme ainsi que les similitudes de leurs parcours et des références dans leur œuvres respectives.
L’interview de Lady Gaga a lieu dans les ateliers de la maison Jean Paul Gaultier, à Paris. Elle y parle de sa relation avec ses fans, du contrôle qu’elle exerce sur son business et son image, de la provocation qu’elle utilise comme un atout marketing, de sa passion pour la mode et l’art contemporain, de ses ambitions, des rencontres qui ont marqué sa vie, de ses engagements politiques, etc..
Il est illustré par des images d’archives sur la vie personnelle de la star, de ses premiers pas sur les scènes des cabarets new-yorkais à ses spectacles.

## Fiche technique
- Titre : Gaga by Gaultier, le créateur déshabille la créature
- Réalisation   : Alex Fighter et Julie Gali
- Idée originelle  : Aurélien Combelles et Alex Fighter
- Production  : Dak Tirak productions
- Producteur : Aurélien Combelles
- Durée : 90 minutes (version Française) / 52 minutes (version Internationale)
- Diffusions France :
  - 9 juin 2011 sur TF6
  - 12 juillet 2011 sur M6
  - 27 septembre 2011 sur W9

- Diffusion États-Unis :
  - 12 septembre 2011 sur The CW Television Network

Le documentaire est également vendu à différentes chaines TV du monde : aux États-Unis, en Italie, au Danemark, en Australie, en Allemagne, en Inde, en Corée du sud, en Belgique, au Brésil…